# S.Pri Noir
S.Pri Noir, pseudonimo di Malick Mendosa (1986), è un rapper francese di origine senegalese.

## Biografia
Malick Mendosa cresce nel XVIII arrondissement di Parigi in una famiglia di origine senegalese, prima di trasferirsi nel XX arrondissement. La sua passione è il football americano, sport da lui praticato nella squadra Flash de La Courneuve, vincendo per due volte il campionato.

## Carriera
Tra il 2008 e il 2009, inizia una carriera musicale come membro de L'Institut du 75, collettivo hip hop parigino. Nel 2012 pubblica il suo primo progetto, il mixtape N.E in collaborazione con Still Fresh. Nel 2013 partecipa alla posse track Marche, insieme ad altri 12 rapper famosi, tra cui Nekfeu, Soprano, Akhenaton, Nessbeal, Sadek, Disiz e Lino.
Nel 2014 pubblica l'EP 00S Licence to Kill, che vede la partecipazione di Nej e Black M, seguito l'anno successivo da Le monde ne suffit pas. Il suo primo album in studio, intitolato Masque blanc e composto di 22 tracce, viene reso disponibile l'11 maggio 2018, e tratta temi come l'immigrazione e il razzismo.
Il 17 aprile 2020 è la volta del secondo album État d'esprit, contenente collaborazioni con Leto, Alpha Wann, Sneazzy, 4Keus, Alonzo, Lefa, Laylow, Lyna Mahyem e Dadju. L'album, che si piazza al secondo posto della classifica francese viene ripubblicato il 6 agosto 2021 con l'aggiunta di 10 brani pubblicati a distanza di 15 giorni l'uno dall'altro, nei quali figura la presenza di Gazo, Da Uzi, RK, Sean, Mister You, Goya, Tayc e Still Fresh.
Il suo terzo album, La cour des miracles, esce il 2 febbraio 2024, e presenta collaborazioni con Tiakola, Laylow, Nekfeu, Maes, Yseult, Guy2Bezbar e MarJ.

## Discografia

### Album in studio
- 2018 – Masque blanc
- 2020 – État d'esprit
- 2024 – La cour des miracles

### Mixtape
- 2012 – N.E (con Still Fresh)
- 2012 – En attendant état d'esprit

### EP
- 2014 – 00S Licence to Kill
- 2015 – Le monde ne suffit pas